# USS LST-477
O USS LST-477 foi um navio de guerra norte-americano da classe LST que operou durante a Segunda Guerra Mundial.